# Actinopus princeps
Actinopus princeps är en spindelart som beskrevs av Chamberlin 1917. Actinopus princeps ingår i släktet Actinopus och familjen Actinopodidae. Inga underarter finns listade i Catalogue of Life.